# Banatet

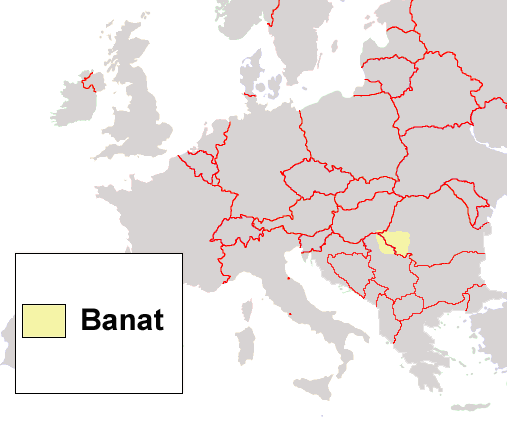
Banatets läge.

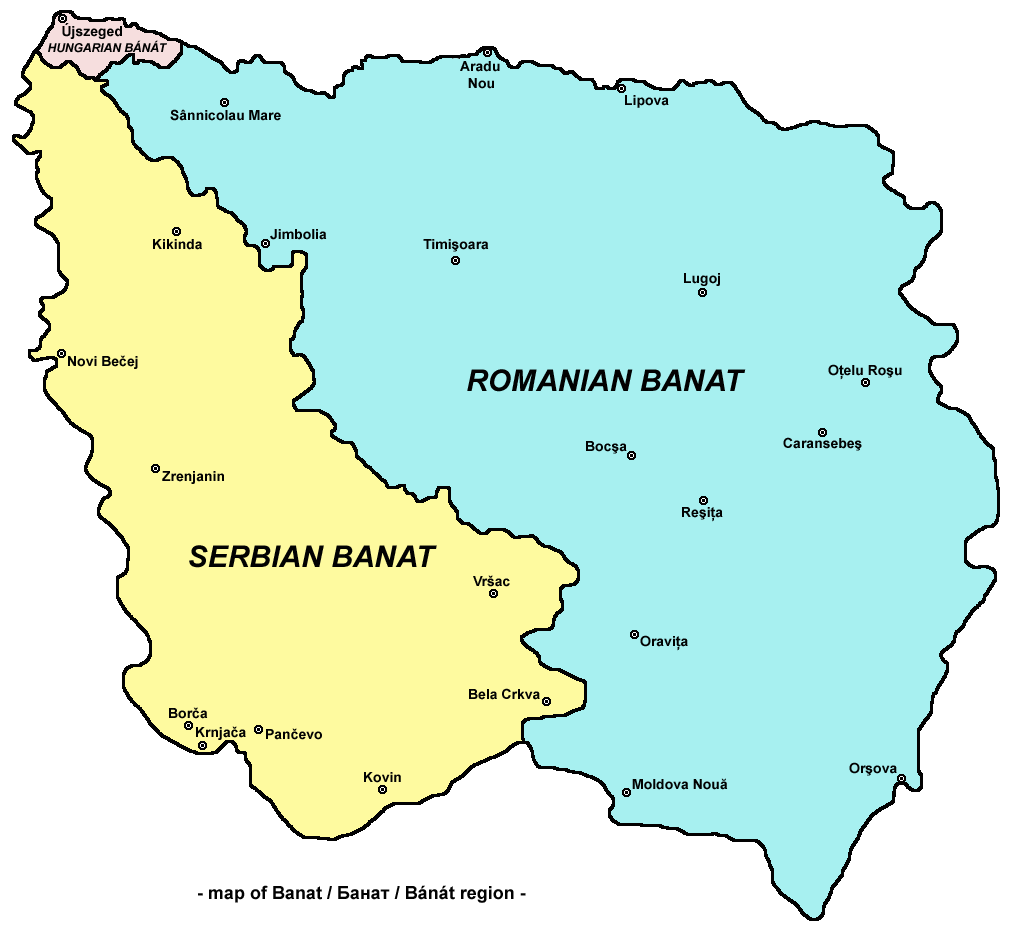
Banatets områden inom
Rumänien,
Serbien och
Ungern.

Banatet (rumänska: Banat; serbiska: Банат eller Banat; ungerska: Bánát eller Bánság; tyska: Banat; slovakiska: Banát; bulgariska: Banát), även Temesvárbanatet, Temesbanatet efter staden Temesvár, är ett historiskt landskap mellan centrala Europa och Balkan-området, i gränstrakten mellan Serbien, Ungern och Rumänien.
Regionens historiska gränser utgörs av tre floder: Mureș i norr, Tisza i väst och Donau i söder. Den östra delen, i Rumänien, omfattar länen Timiș, Caraș-Severin, Arad och Mehedinți. Den västliga delen, i Serbien, omfattar huvudsakligen den östra delen av den autonoma provinsen Vojvodina (distrikten Norra Banatet, Södra Banatet och Mellersta Banatet) samt området Pančevački Rit i kommunen Palilula i Belgrads distrikt. Den mindre norra delen, i Ungern, utgörs av delar av provinsen Csongrád-Csanád.
Under antiken var Banatet en del av kungariket Dakien, och senare, efter kejsar Trajanus' krig, den romerska provinsen med samma namn. Under avartiden under 400- och 500-talen slog sig serberna ner i området. Flera århundraden senare kom det under Ungern.
År 1552 erövrades området av Osmanska riket och Temesvárområdet blev ett eget sancak. År 1718 blev Banatet österrikiskt under namnet Temescher Banat, men någon ban utsågs inte. Styresmannen greve Claudius Florimund Mercy bidrog till att det under det osmanska styret nästan avfolkade området blomstrade upp och tog initiativ till en tysk kolonisering. År 1779 förenades Banatet med Ungern. Det skildes därifrån vid revolutionen 1848-49 och gjordes till österrikiskt kronland, men återförenades med Ungern 1860.
Efter första världskriget delades Banatet: freden i Trianon den 4 juni 1920 fastslog att 18 945 km² skulle avstås till Rumänien, 9 307 km² till Jugoslavien och 217 km² skulle förbli ungerskt.
Befolkningen i Banatet var fram till 1944 mycket blandad. Efter att Banatet blivit österrikiskt främjade de österrikiska härskarna romersk-katolsk (särskilt tysk) invandring i området. Nybyggarna kom bland annat från Pfalz, Schwaben, Bayern, Hessen, Niederösterreich, Oberösterreich och Elsass, utöver mindre antal från Frankrike, Italien och Spanien. Samlingsnamnet för de tyskspråkiga immigranterna var Banater Schwaben. Utöver ungrare, rumäner, serber och tyskar fanns det också slovaker, rutener och armenier. Många bosättningar i det östliga Banatet beboddes huvudsakligen av tyskar, och i regionens viktigaste stad, Timișoara, var tyskarna fram till andra världskriget den största etniska gruppen. I det serbiska Västra Banatet försvann den tyska minoriteten efter andra världskriget fullständigt, till följd av flykt, deportation till ryskt slavarbete, utrotning, fördrivning och utvandring. I rumänska Banatet fanns det däremot inte någon organiserad fördrivning. Till följd av utvandring, huvudsakligen från 1960-talet till 1980-talet, har dock antalet tyskar i rumänska Banatet blivit starkt reducerat, även om stadsnamn runt provinshuvudstaden Timișoara, såsom Altringen, Bethausen, Gottlob, Johanisfeld, Lenauheim, Liebling, Nitzkydorf och Gherman, påminner om den tyska historien i området.